# Vor Frue Sogn (Roskilde Kommune)
Vor Frue Sogn 

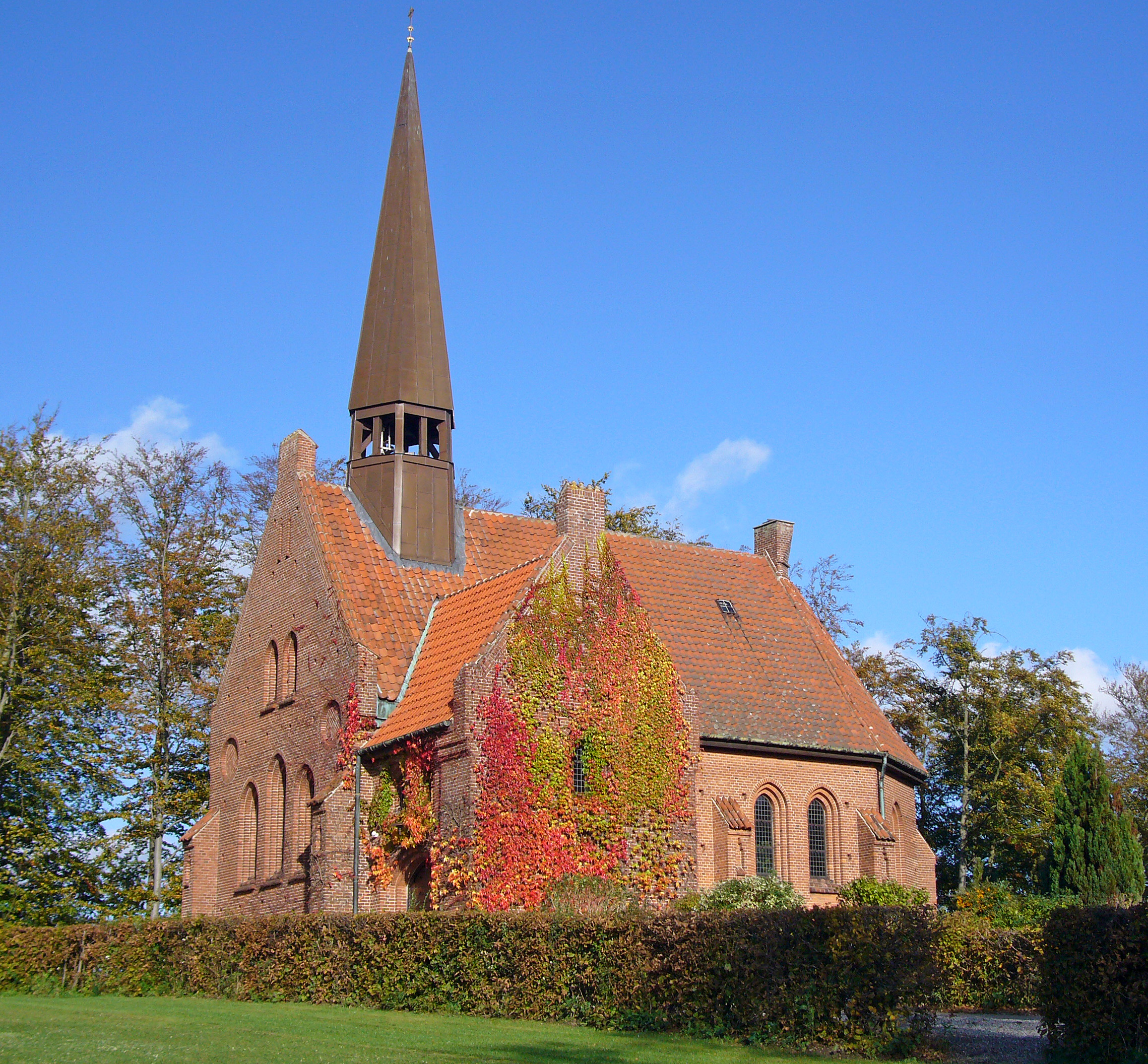
Vor Frue Kirke

ist eine Kirchspielsgemeinde (dän.: Sogn)
auf der Insel Sjælland im südlichen Dänemark.
Bis 1970 gehörte sie zur Harde Sømme Herred im damaligen Københavns Amt (bis 1808: Roskilde Amt), danach zur Roskilde Kommune im „neuen“ Roskilde Amt, die im Zuge der  Kommunalreform zum 1. Januar 2007 in der „neuen“ Roskilde Kommune in der Region Sjælland aufgegangen ist.
Im Kirchspiel leben 1289 Einwohner, davon 702 im Kirchdorf (Stand: 1. Januar 2023).
Im Kirchspiel liegt die Kirche „Vor Frue Kirke“.
Nachbargemeinden sind im Nordwesten Roskilde Domsogn, im Norden Roskilde Søndre Sogn, im Nordosten Vindinge Sogn, im Südosten Snoldelev Sogn und im Südwesten Gadstrup Sogn, ferner in der westlich gelegenen Lejre Kommune Glim Sogn und in der östlich gelegenen Greve Kommune Tune Sogn.